# Сату Мик (Лупени)
Сату Мик (рум. Satu Mic, мађ.  — „Мало Село”) насеље је у Румунији у округу Харгита у општини Лупени. Oпштина се налази на надморској висини од 520 m.

## Становништво
Према подацима из 2002. године у насељу је живело 86 становника.

### Попис2002.
| Расподела становништва по националности 2002.‍ | Расподела становништва по националности 2002.‍ | Расподела становништва по националности 2002.‍ | Расподела становништва по националности 2002.‍ | Расподела становништва по националности 2002.‍ |
| --------------------------------------------- | --------------------------------------------- | --------------------------------------------- | --------------------------------------------- | --------------------------------------------- |
|                                               |                                               |                                               |                                               |                                               |
| Мађари                                        | Мађари                                        |                                               | 86                                            | 100,0%                                        |